# Daniel Presto
Daniel Oca Presto (ur. 7 kwietnia 1963 w Mangalda) – filipiński duchowny katolicki, biskup San Fernando de la Union od 2018.

## Życiorys

### Prezbiterat
Święcenia kapłańskie otrzymał 1 grudnia 1990 i został inkardynowany do diecezji Iba. Pracował głównie jako duszpasterz parafialny. W latach 1993–2005 był kierownikiem Columban Centre w Olongapo. W czasie wakatu na stolicy biskupiej w 2012 był tymczasowym administratorem diecezji.

### Episkopat
9 maja 2018 papież Franciszek mianował go biskupem ordynariuszem diecezji San Fernando de la Union. Sakry udzielił mu 30 lipca 2018 arcybiskup Florentino Lavarias.